# Kyklos
Kyklos (от греч. κύκλος — цикл, круг) — международный журнал по социальным наукам (International Review for Social Sciences). Несмотря на подзаголовок в журнале в основном публикуются статьи (на английском языке) по политической экономии учёных с высоким международным статусом. Издание основано в 1947 г. в Швейцарии.

## Редакторы
Редакторы журнала: швейцарские экономисты Р. и Б. Фрай, Р. Айшенбергер.
Периодичность выхода журнала: 4 номера в год.